# ويلهلم رامزي
ويلهلم رامزي (بالفنلندية: Wilhelm Ramsay)‏ هو جيولوجي وسياسي فنلندي، ولد في 20 يناير 1865 في فنلندا، وتوفي في 28 يناير 1928 في هلسنكي في فنلندا.